# جون جيويل (لاعب كريكت)
جون جيويل (1917 - 1946) (بالإنجليزية: John Jewell)‏ هو لاعب كريكت بريطاني (وحمل سابقاً جنسية المملكة المتحدة لبريطانيا العظمى وأيرلندا).